# Circuit de Watkins Glen

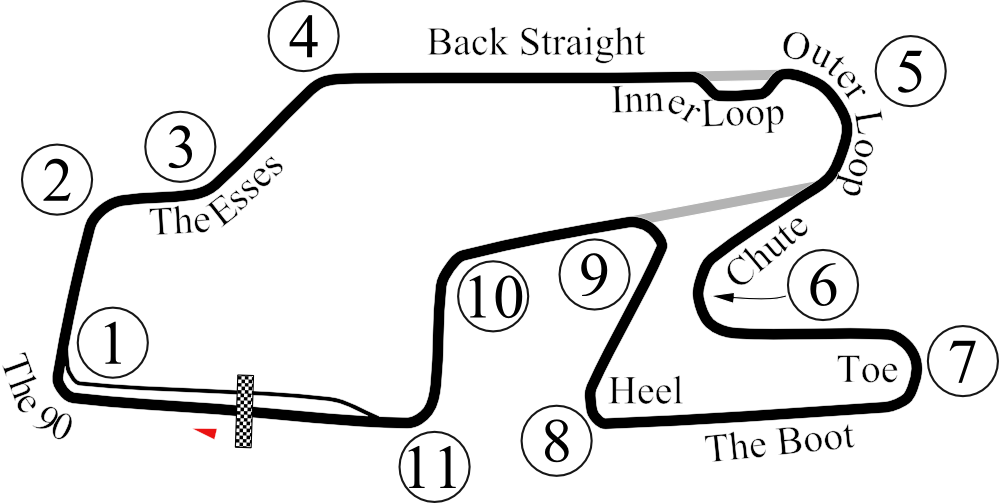
Circuit de Watkins Glen

Watkins Glen International és un circuit per curses automobilístiques que es troba a Watkins Glen (Nova York), Estats Units, on es van celebrar entre els anys 1961 i 1980 les curses del Gran Premi dels Estats Units de Fórmula 1.

## Descripció del traçat
A Watkins Glen es va reiniciar la competició rutera nord-americana el 1948 amb un circuit de 10,6 km format per carreteres de tota classe, que anaven des del ciment a la terra. D'aquesta manera es va córrer fins al 1952.
De 1953 a 1955 es va córrer sobre un autèntic circuit, encara que provisional, i l'any 1956 es va dissenyar un circuit permanent de 3,7 km que va durar fins al 1981, any en què l'empresa que ho gestionava es va declarar en fallida econòmica.
L'any 1983 ho compra l'empresa Corning Glass i a l'any següent 1984 es va tornar a reinaugurar.
L'any 1992 arriba la remodelació definitiva, amb un traçat que té dues variants: una curta i molt ràpida de 3,95 km i una més llarga i virada de 5,5 km.

## Efemèrides
Aquest circuit és conegut pels accidents mortals que van patir el pilot francès François Cevert a les proves prèvies a la cursa del Gran Premi dels Estats Units de 1973 i per l'accident de Helmuth Koinigg que va morir degollat en xocar amb els guardavies d'una corba en punxar un pneumàtic al Gran Premi dels Estats Units de 1974.